# Paleocene
| Periodo                                                                                     | Epoca               | Piano          | Età (Ma)    |
| ------------------------------------------------------------------------------------------- | ------------------- | -------------- | ----------- |
| Neogene                                                                                     | Miocene             | Aquitaniano    | Più recente |
| Paleogene                                                                                   | Oligocene           | Chattiano      | 27,30       |
| Paleogene                                                                                   | Oligocene           | Rupeliano      | 33,9        |
| Paleogene                                                                                   | Eocene              | Priaboniano    | 37,71       |
| Paleogene                                                                                   | Eocene              | Bartoniano     | 41,03       |
| Paleogene                                                                                   | Eocene              | Luteziano      | 48,07       |
| Paleogene                                                                                   | Eocene              | Ypresiano      | 56,00       |
| Paleogene                                                                                   | Paleocene           | Thanetiano     | 59,24       |
| Paleogene                                                                                   | Paleocene           | Selandiano     | 61,66       |
| Paleogene                                                                                   | Paleocene           | Daniano        | 66,00       |
| Cretacico                                                                                   | Cretacico superiore | Maastrichtiano | Più antico  |
| Suddivisione del Paleogene secondo la Commissione internazionale di stratigrafia dell'IUGS. |                     |                |             |

Il Paleocene è la prima delle tre epoche del Paleogene, a sua volta il primo periodo dell'era del Cenozoico; il Paleocene ebbe inizio 66,00 milioni di anni fa (Ma) e si concluse 56,00 Ma.
Cronologicamente si trova dopo il Cretacico superiore, l'ultimo periodo dell'era del Mesozoico, e prima dell'Eocene.
Il Paleocene è suddiviso in tre età o piani: Daniano, Selandiano e Thanetiano.
Durante il Paleocene la vita sulla Terra subì una radicale trasformazione in seguito all'estinzione di massa della fine del Cretacico che aveva portato alla scomparsa dei dinosauri non-aviani. I rettili subirono una drastica riduzione, mentre gli Uccelli e soprattutto i Mammiferi diedero origine ad una spettacolare radiazione adattativa, diversificandosi ed occupando tutte le nicchie ecologiche lasciate libere dalla precedente estinzione.

## Etimologia
Il nome Paleocene deriva dal Greco antico παλαιός (palaiòs), che significa "antico" e καινός (kainòs), che significa "nuovo", indicando la parte antica della nuova era.

## Suddivisioni
La Commissione Internazionale di Stratigrafia riconosce per il Paleocene la suddivisione in tre piani stratigrafici, ordinati dal più recente al più antico secondo il seguente schema:
- Thanetiano: 59,24 - 56 Ma
- Selandiano: 61,66 - 59,24 Ma
- Daniano: 66 - 61,66 Ma

## Definizioni stratigrafiche e GSSP

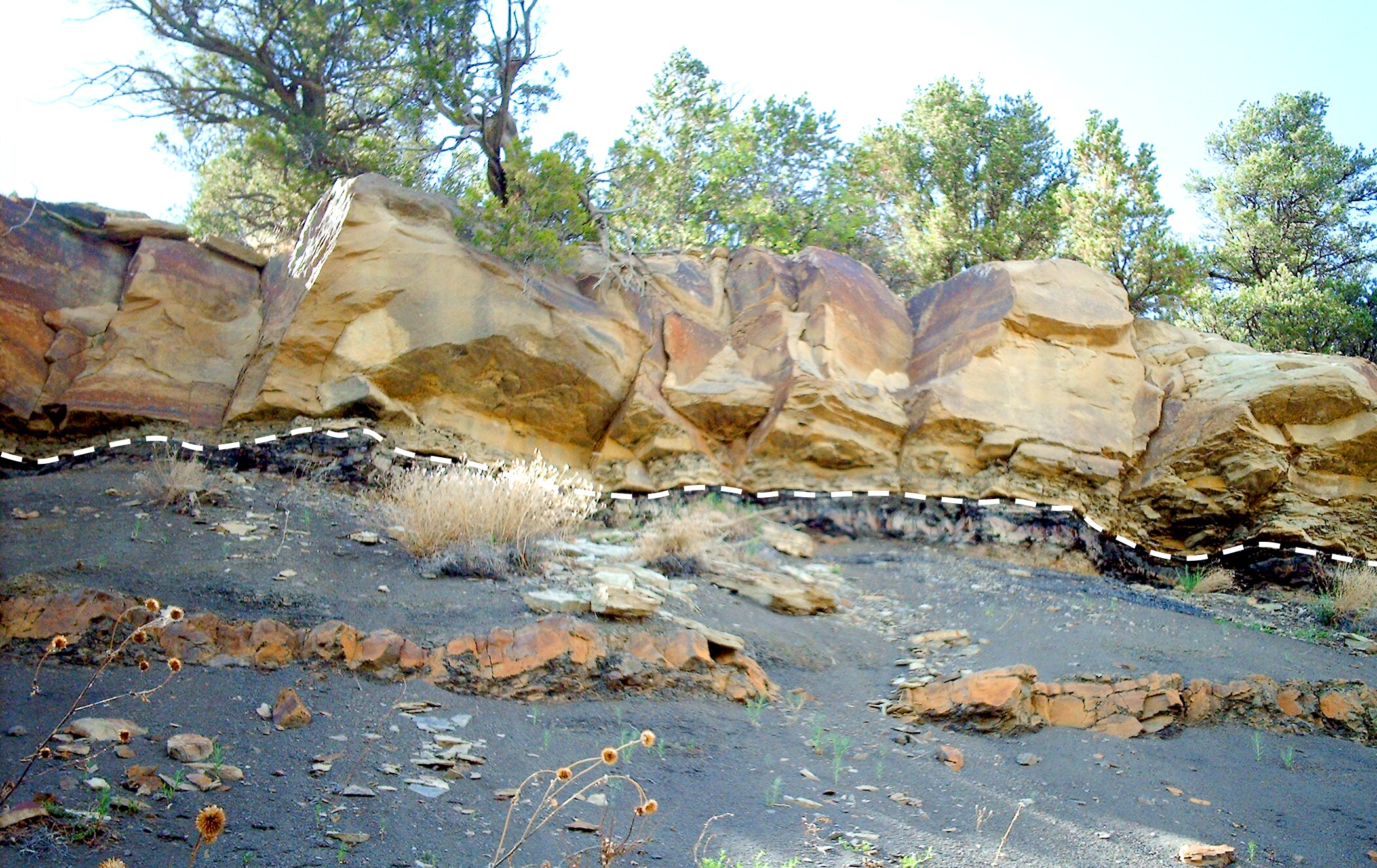
Il limite tra Cretacico e Terziario (limite K-T) indicato dalla linea tratteggiata. Trinidad Lake State Park, Colorado, USA.

Il limite inferiore dell'era del Cenozoico, del periodo del Paleogene, dell'epoca del Paleocene e del suo primo stadio, il Daniano, è dato dall'anomalia dell'iridio nelle sezioni stratigrafiche che caratterizzano il passaggio dal Cretacico al Paleogene.  Questo implica anche che i sedimenti generati dall'impatto meteoritico appartengono al Daniano. Questo strato dello spessore di qualche millimetro contenente l'evidenza delle conseguenze dell'impatto, coincide con un evento improvviso di estinzione di massa dagli effetti catastrofici.
Come indicatori secondari viene indicata la prima comparsa negli orizzonti stratigrafici dei foraminiferi della specie Globoconusa conusa, che compaiono poco al di sopra della base.

### GSSP
Il GSSP, il profilo stratigrafico di riferimento della Commissione Internazionale di Stratigrafia, è stato localizzato in una sezione stratigrafica a El Kef, in Tunisia che coincide con l'anomalia dell'Iridio conseguente all'impatto di un asteroide. Le sue coordinate sono: latitudine 36°09'13.2"N e longitudine 8°38'54.8"E.

## Paleogeografia
Nel Paleocene continuarono i processi di deriva dei continenti che si erano iniziati nel Cretacico. Il supercontinente Laurasia non si era ancora spaccato nelle sue tre suddivisioni: l'Europa e la Groenlandia erano ancora unite tra loro; il ponte di terra della Beringia che permetteva il passaggio tra Nord America e Asia era ancora attivo, mentre stava iniziando la separazione tra Nord America e Groenlandia. L'orogenesi Laramide del tardo Cretacico continuava a favorire la crescita delle Montagne Rocciose nella parte occidentale del Nord America, processo che si concluse solo nell'epoca successiva.
L'America del Nord e del Sud continuavano a rimanere separate dai mari equatoriali, e così rimasero fino al Neogene.
L'antico supercontinente Gondwana continuava la sua frammentazione, con l'Africa, il Sud America, l'Antartide e l'Australia che si allontanavano progressivamente. L'Africa puntava a nord verso l'Europa, chiudendo lentamente l'Oceano Tetide, mentre l'India iniziò la sua migrazione verso l'Asia che avrebbe portato alla collisione tettonica che diede origine alla formazione dell'Himalaya.
I mari epicontinentali nel Nord America e in Europa, si ritirarono all'inizio del Paleocene lasciando libero lo spazio per l'insediamento di nuova flora e fauna terrestre.

## Clima

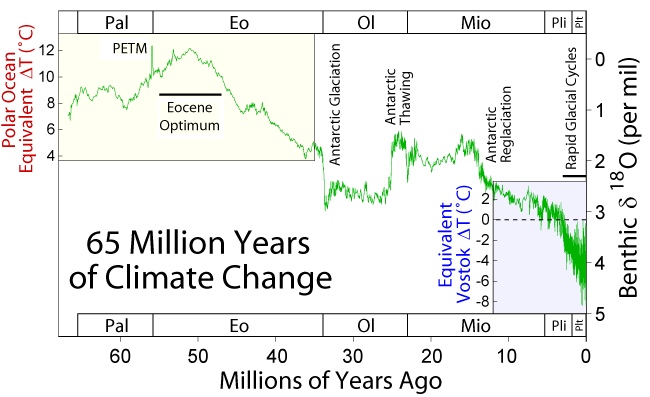
L'andamento delle temperature negli ultimi 65 milioni di anni, in base alla concentrazione dell'isotopo dell'^{18}O nel mare. Il Massimo termico del Paleocene-Eocene è in corrispondenza del picco nel grafico.

Il Paleocene iniziò con un clima più freddo e secco del periodo precedente, il Cretacico; le temperature medie erano da due a tre gradi più basse che nel precedente Maastrichtiano (l'ultimo periodo del Cretacico), ma tuttavia più alte di quelle della nostra epoca. Sia le variazioni stagionali che le variazioni tra le diverse latitudini erano molto contenute, con un ridotto gradiente termico e le calotte glaciali erano limitate solamente all'Antartide.
Verso la fine del Paleocene, la temperatura subì un aumento repentino (in termini geologici) di circa 7 °C noto come Massimo termico del Paleocene-Eocene, che durò per un periodo di centomila anni. Questa temperatura elevata provocò un'estinzione che permette di distinguere la fauna del Paleocene da quella dell'Eocene. Si ritiene che la causa di questo surriscaldamento sia dovuta alla liberazione dai sedimenti marini di due milioni di tonnellate di clatrati di metano, che provocarono un effetto serra superiore a quello normalmente attribuito all'anidride carbonica.
L'aumento della temperatura diede luogo ad un clima molto caldo e umido, permettendo lo sviluppo di vegetazione subtropicale fino alla Groenlandia a Nord e alla Patagonia a Sud, ai coccodrilli di spingersi fino alle coste della Groenlandia e portò all'insediamento dei primati nei boschi tropicali del Wyoming settentrionale, negli USA. Come conseguenza i Poli erano freschi e temperati; l'America del Nord e del Sud, l'Europa e l'Australia godevano di un clima caldo e temperato; le zone equatoriali erano temperate mentre le zone a ridosso della linea equatoriale erano calde e aride.

## Fauna
La grande estinzione del Cretaceo, con la scomparsa di gran parte dei grandi vertebrati terrestri, favorì l'espansione dei mammiferi. Nel giro di pochi milioni di anni essi si adattarono ai più svariati ambienti, e già nel Paleocene inferiore accanto alle forme arboricole e primitive (Ptilodus) si svilupparono grossi quadrupedi della taglia di un montone (Ectoconus). Apparvero svariati gruppi di mammiferi carnivori (Acreodi, Procreodi, Creodonta) ed erbivori (Pantodonta, Dinocerata), anche se molte forme erano insettivore. Alcuni mammiferi si svilupparono verso una dieta di radici (Tillodonta, Taeniodonta), altri addirittura divennero semiacquatici (Pantolesta). Sono del Paleocene anche animali strettamente imparentati con gli odierni primati (Plesiadapiformes) e con i roditori (Anagalida). Gli stessi roditori apparvero alla fine del periodo.

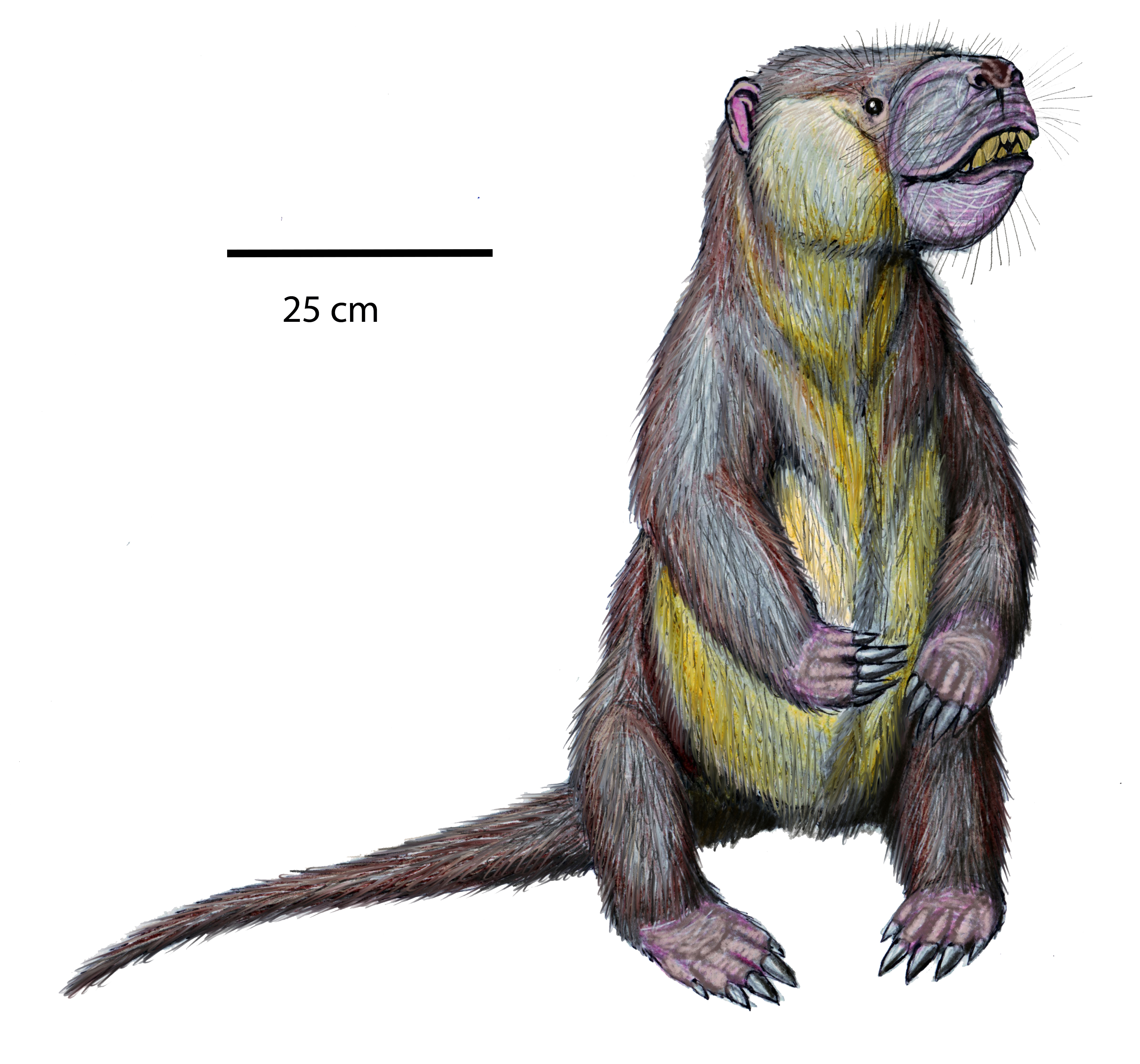
Psittacotherium
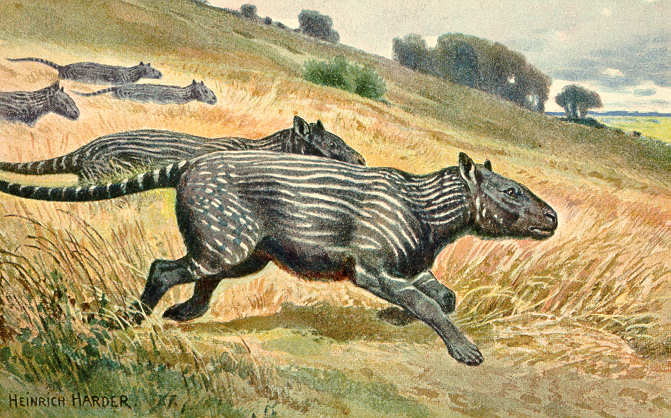
Phenacodus (Condylarthra)
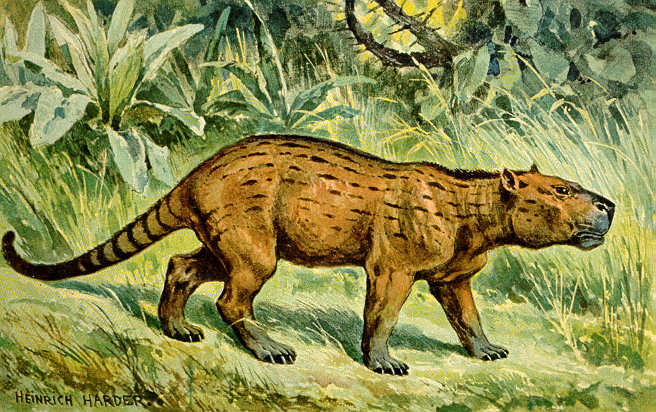
Pantolambda (Pantodonta)
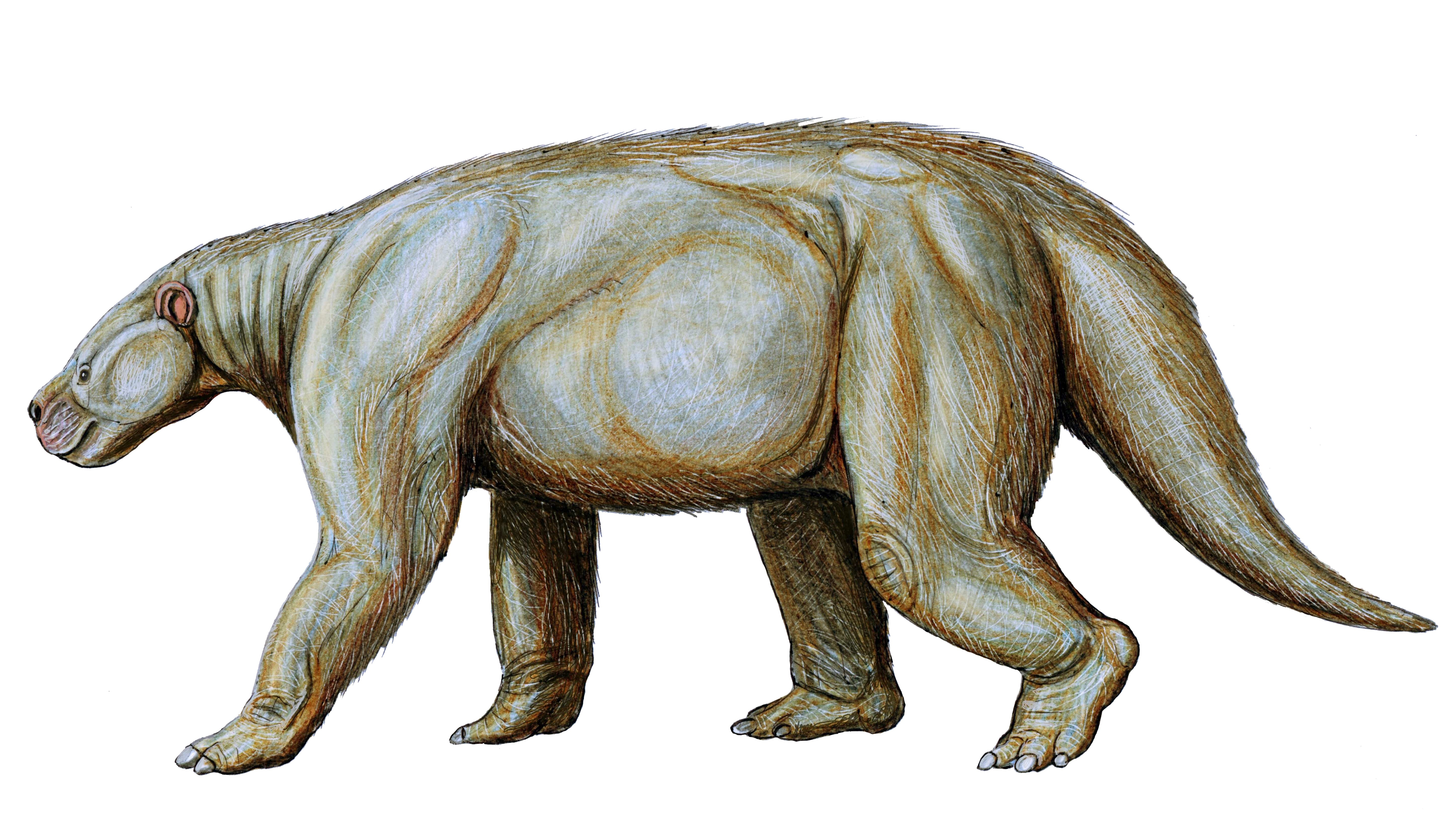
Barylambda (Pantodonta)
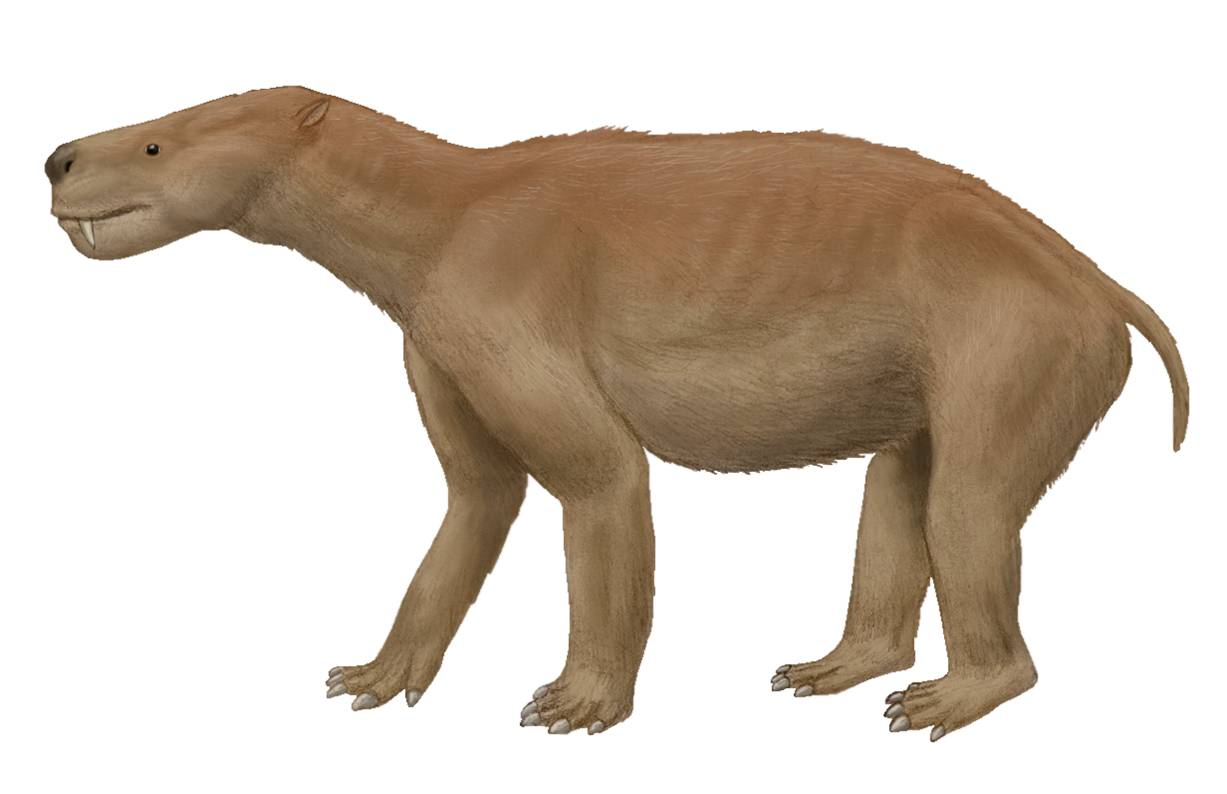
Titanoides (Pantodonta)

In Sudamerica, rimasto isolato dagli altri continenti, iniziò a svilupparsi una fauna autoctona (Meridiungulata e Ameridelphia e gli uccelli del terrore).
Per quanto riguarda i rettili, tra i coccodrilli ebbero un discreto successo le famiglie moderne (Alligatoridae e Crocodylidae). Gli uccelli iniziarono a diversificarsi nelle famiglie moderne, ma erano presenti anche grandi forme terrestri erbivore, come Gastornis. Tra i pesci, i teleostei iniziarono la diversificazione che portò allo sviluppo delle forme attuali.

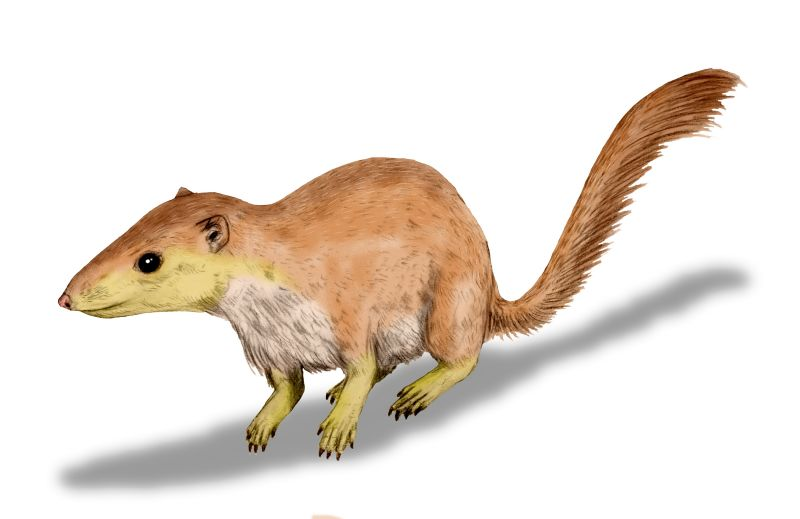
Purgatorius (Euarchontoglires)
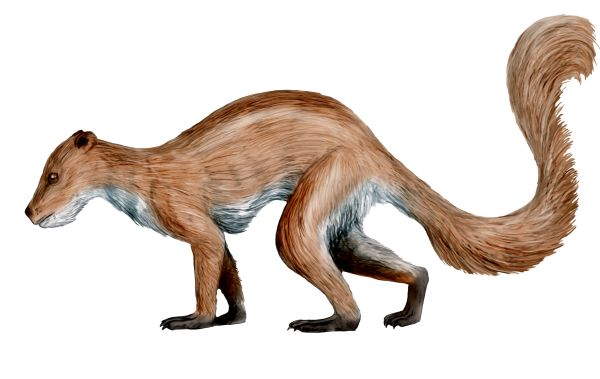
Plesiadapis (Plesiadapiformes)
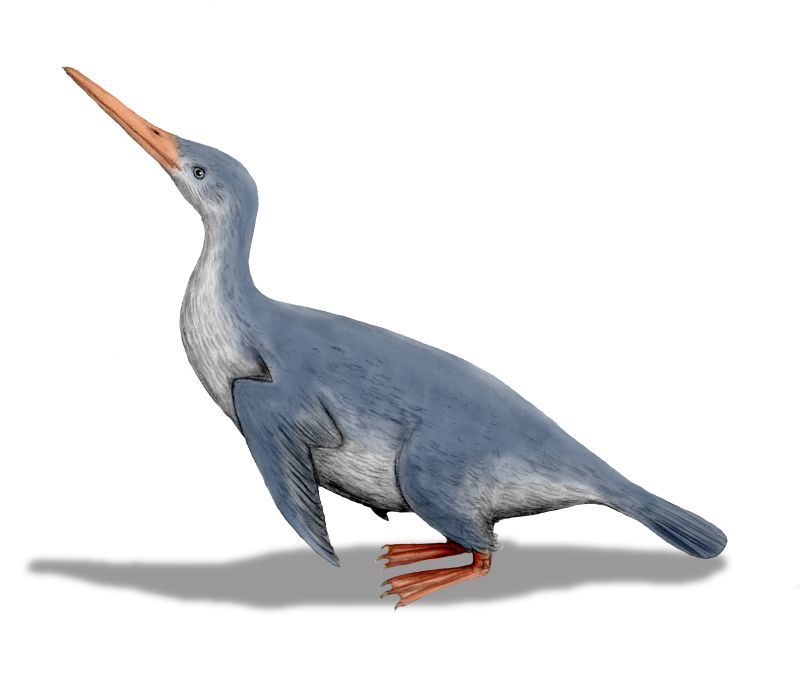
Waimanu (Sphenisciformes)
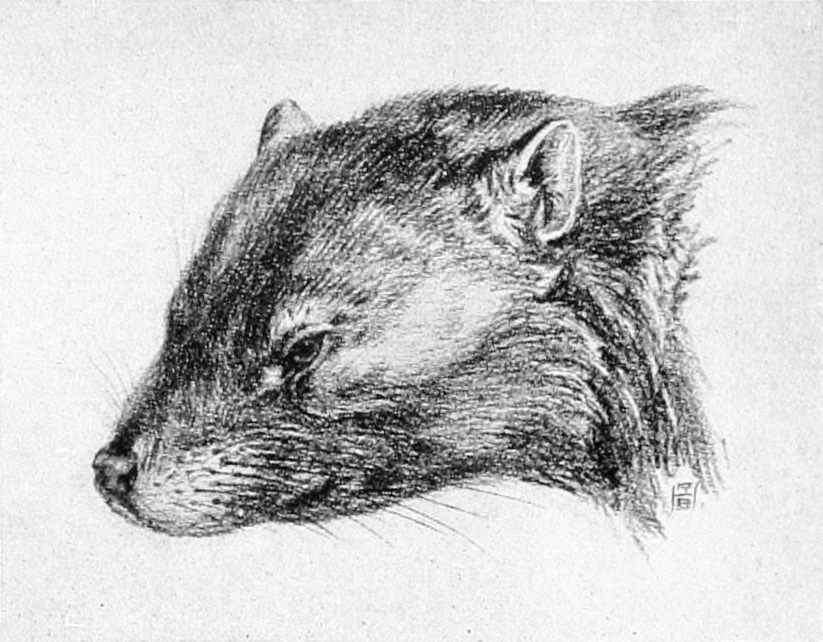
Ptilodus (Multituberculata)
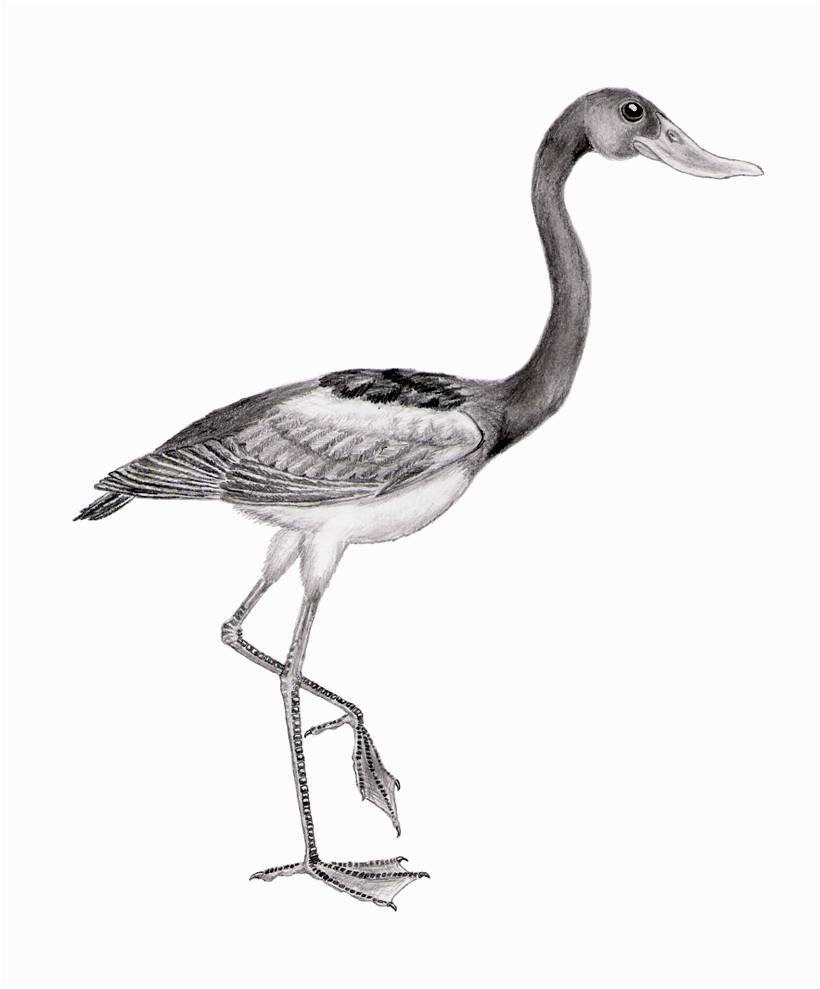
Presbyornis
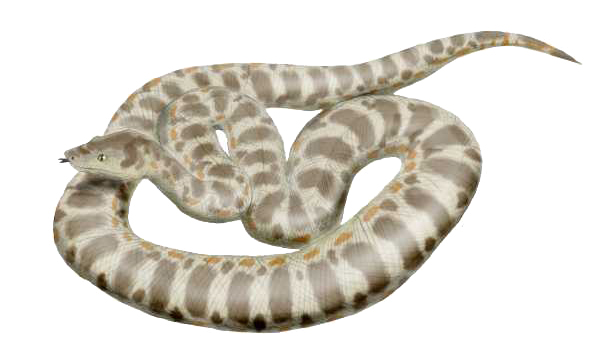
Titanoboa cerrejonensis
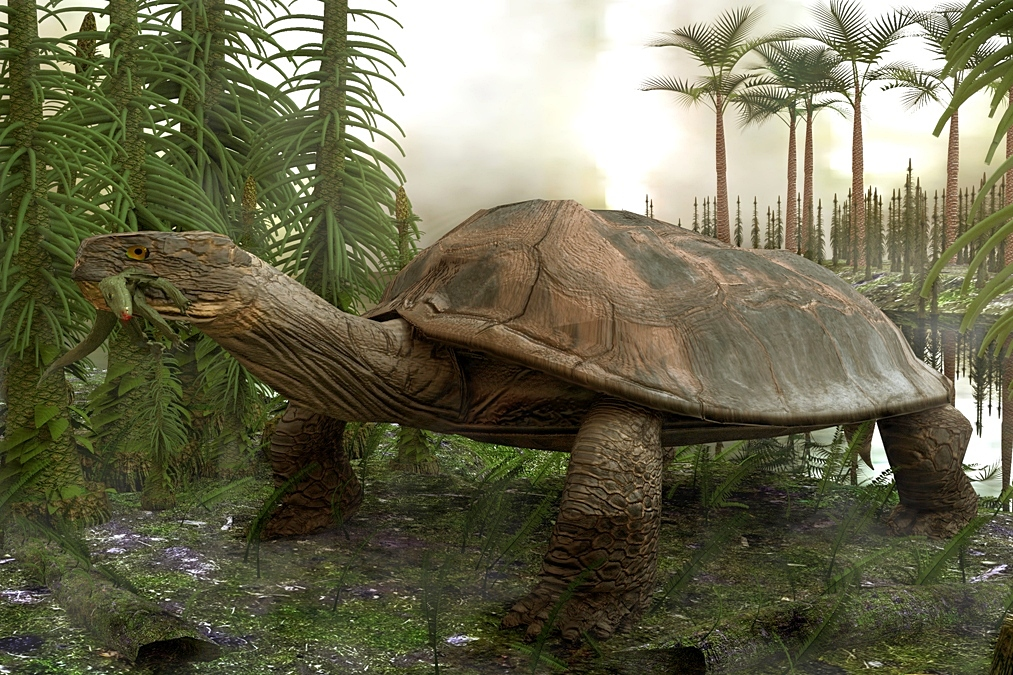
Carbonemys

### Invertebrati
Malgrado l'estinzione delle ammoniti e di numerosi gruppi di foraminiferi avvenuta nel Cretacico, al principio del Paleocene la fauna degli invertebrati marini era comunque molto ricca.
Tra le specie presenti sono da annoverare:
| - Brachiopodi - Discinisca - Kingena - Terebratula | - Echinodermi - Echinocorys - Linthia - Metopaster - Phymosoma - Stauranderaster - Temnocidaris - Tylocidaris | - Molluschi - Clavilithes - Ficopsis - Neithea - Oxytoma - Rimella - Teredina - Tessarolax - Volutospina - Whiteavesia |

## Flora
Gli strati geologici del Paleocene immediatamente superiori al limite K-T (passaggio dal Cretacico al Terziario) sono spesso marcati da zone ricche di fossili di felci, poiché le felci sono spesso le prime specie a colonizzare le aree devastate dagli incendi boschivi, questa alta densità di felci nei fossili potrebbe indicare la situazione conseguente alle devastazioni collegate al cratere di Chicxulub, considerato effetto dell'impatto di un enorme meteorite nelle coste messicane della penisola dello Yucatan.
In generale il Paleocene è caratterizzato dallo sviluppo delle odierne specie di piante o di taxa molto vicini; apparvero tra le altre, i cactus e le palme.
Il clima caldo permise la crescita di dense foreste tropicali (il primo insediamento delle moderne foreste pluviali), sub-tropicali e decidue praticamente in tutte le aree del mondo; anche le regioni polari, prive di ghiacci permanenti si coprirono di conifere e alberi a foglia caduciforme. Data l'assenza dei grandi e voraci dinosauri erbivori, le foreste del Paleocene erano probabilmente più fitte di quelle del Cretacico.
Le prime piante fiorite, le angiosperme, che avevano fatto la loro comparsa nel Cretacico, proseguirono il loro sviluppo e proliferarono ampiamente, in contemporanea con l'evoluzione degli insetti che da loro ricavano il nutrimento, ma contribuivano anche alla loro impollinazione.